# Dicranota (Rhaphidolabis) cayuga
Dicranota (Rhaphidolabis) cayuga is een tweevleugelige uit de familie Pediciidae. De soort komt voor in het Nearctisch gebied.